# Miran Hladnik
Miran Hladnik [míran hládnik], slovenski literarni zgodovinar, * 19. december 1954, Jesenice. 
Miran Hladnik je upokojeni redni profesor slovenske književnosti na Filozofski fakulteti Univerze v Ljubljani. Ukvarja se s kvantitativnimi raziskavami slovenske pripovedne proze, od leta 1995 zlasti s slovenskim zgodovinskim romanom. Moderira Slovlit, novičarski in diskusijski e-poštni seznam, ki povezuje sloveniste in druge interesente za slovensko literaturo, kulturo in humanistiko, in soureja Slavistično revijo.

## Življenje
Živi na Dobravi pri Kropi na Gorenjskem. Gimnazijo je obiskoval v Kranju in se po maturi vpisal na slovenščino (A) in primerjalno književnost z literarno teorijo (B) na Filozofski fakulteti v Ljubljani. Diplomiral je leta 1978; v diplomski nalogi je obravnaval pisca viteških romanov Miroslava Malovrha. Leta 1981 je magistriral z nalogo iz slovenske trivialne pripovedne proze 19. stoletja. Doktoriral je 1988 z obravnavo žanra slovenske kmečke povesti. 
Na Filozofski fakulteti se je zaposlil leta 1979 kot stažist raziskovalec, ko je odslužil vojaško obveznost v JLA v Črnomlju. Leta 1982 je postal asistent pri profesorjih Francu Zadravcu in Matjažu Kmeclu, napredoval v naziv docenta leta 1989, v izrednega 1994 in pet let pozneje v rednega profesorja za slovenistiko – vse na Filozofski fakulteti Univerze v Ljubljani. V šolskem letu 1984/1985 je bil Fulbrightov lektor za slovenščino na Kansaški univerzi v Lawrenceu, ZDA; enkrat tedensko je poučeval potomce slovenskih izseljencev v uro vožnje oddaljenem Kansas Cityu in v tri ure oddaljenem Pittsburghu. 
V letih 1980, 1981 in 1986 se je krajši čas izpopolnjeval na Dunaju s pomočjo Knafljeve štipendije ter 1993 s pomočjo sklada Avstrijskega inštituta za vzhodno in južno Evropo. S pomočjo Humboldtove štipendije je šolsko leto 1989/1990 preživel v Göttingenu (Nemčija), znova s pomočjo Fulbrightove štipendije pa šolsko leto 1994/1995 ponovno v Kansasu. 1996–1998 je bil predstojnik Oddelka za slovanske jezike in književnosti na Filozofski fakulteti Univerze v Ljubljani.
Pri analizi pripovednih žanrov izhaja iz bibliografskih podatkovnih zbirk in si pomaga z računalnikom. Leta 1995 je v računalniški obliki začel objavljati tedenske Novice Oddelka za slovanske jezike in književnosti, ki jih je leta 1999 nadomestil Slovlit. Svoje literarnovedne in slavistične izsledke ter fotografski in video material prosto dostopno objavlja na spletu – na Wikipediji, Wikiviru, Wikiverzi in Wikiknjigah, na portalu Academia.edu, Geopediji in YouTubu.

## Nagrade
- nagrada Sklada Borisa Kidriča 1986 za Literarni leksikon (skupaj s kolegi)
- nagrada Republike Slovenije na področju šolstva 2012
- zlata plaketa Zveze združenj borcev za vrednote NOB Slovenije 2016
- Trubarjevo priznanje 2017
- Pretnarjeva nagrada 2020
- častno članstvo Slavističnega društva Slovenije 2022

## Izbrana bibliografija
- 1983. Trivialna literatura. Ljubljana: DZS (Literarni leksikon, 21). 127 str. (COBISS)
- 1984–2008. Alojz Gradnik, Zbrano delo, 1–5. Ur. skupaj s Tonetom Pretnarjem. Ljubljana: DZS, Maribor: Litera (Zbrana dela slovenskih pesnikov in pisateljev).
- 1990. Slovenska kmečka povest. Ljubljana: Prešernova družba. 205 str. (COBISS)
- 1991. Povest. Ljubljana: DZS (Literarni leksikon, 36). 93 str. (COBISS)
- 1993. Fuk je Kranjcem v kratek čas: Antologija slovenske pornografske poezije s pripovednim dodatkom. Druga, dopolnjena izdaja. Ljubljana: Mihelač. 203 str. Opombe 143–193. Sourednik z Marjanom Dolganom.
- 1994. (soavtor s Toussaintom Hočevarjem) Slovene for Travelers / Slovenščina za popotnike Arhivirano 2020-12-02 na Wayback Machine.. Kranj. 148 str. (2. izdaja.)
- 1998. Novice Oddelka za slovanske književnosti na Filozofski fakulteti Univerze v Ljubljani ali Kronika ljubljanske slavistike 1996–1998. Ljubljana: Odddelek za slovanske jezike in književnosti. 206 str.
- 2002. Slovenščina: Študijski program z literaturo in seznam predavanj za smer Slovenski jezik in književnost. Ljubljana: Filozofska fakulteta Univerze v Ljubljani. Oddelek za slovanske jezike in književnosti, 1997 (4. izdaja). 129 str.
- 2002. Praktični spisovnik ali Šola strokovnega ubesedovanja: Vademekum za študente slovenske književnosti, zlasti za predmet Uvod v študij slovenske književnosti (6., spremenjena izdaja). Ljubljana: Filozofska fakulteta. 311 str.  (COBISS)
- 2009. Slovenski zgodovinski roman. Ljubljana: Znanstvena založba Filozofske fakultete. 356 str. (COBISS) pdf
- 2014. Nova pisarija: Strokovno pisanje na spletu. Wikiknjige.
- 2014. Začetki slovenskega feljtonskega romana. Norbert Bachleitner. Začetki evropskega feljtonskega romana. Ljubljana: Znanstvena založba FF in Alma mater Europaea. 123–180.